# Defend Your Life
Defend Your Life je strategická videohra od českého studia Alda Games se řadí mezi zástupce Tower Defense titulů. Hráč v ní chrání lidské tělo před nemocemi, které jsou personifikovány podobně jako v populárním seriálu Byl jednou jeden život.

## Hratelnost
Hra respektuje zažitá pravidla žánru a převádí je do prostředí lidského těla ve stylizaci, která je velmi podobná francouzskému naučnému seriálu Byl jednou jeden život. Hráč staví věže za kyslík, který je základní herní surovinou. Věže produkují obranné jednotky (červené krvinky), střílejí na nepřátelské viry, nebo poskytují bonusy okolním budovám. Všechny budovy lze vylepšovat a u většiny i rozhodovat o jejich specializaci.
Defend Your Life obsahuje i strom dovedností, ve kterém hráči mohou zvyšovat účinnost svých věží, nebo bonusových schopností, které lze v každém kole využít. Díky své grafice a očekávané velké kvalitě a zábavnosti se hra stala jednou z nejočekávanějších her měsíce srpna podle internetového magazínu Bonusweb.

## Vývoj
Hra vyšla v říjnu 2014 na platformu Windows Phone, kde má díky spolupráci studia Alda Games se společností Microsoft a AppCampus časovou exkluzivitu, avšak verze pro iOS a Android čeští vývojáři uvedou již několik měsíců po prvotním vydání na Windows Phone.